# أوجين أونيل
يوجين أونيل (بالإنجليزية: Eugene Gladstone O'Neill) أو (أوجين أونيل بالإنكليزية) ولد في 16 أكتوبر 1888 في أحد الفنادق العامة حيث كانت تقيم العائلة إقامة مؤقتة وتوفي في 27 نوفمبر 1953. حصل على جائزة نوبل في الأدب لسنة 1936. لدية ابن اسمه يوجين أونيل، الابن وابنة اسمها أونا أونيل.
عرضت مسرحيته الطويلة وراء الأفق على مسارح برودوي عام 1920، وتصور هذه المسرحية أخوين يحبان الفتاة نفسها غير أن أحدهما مولع بالبحر والمغامرة ويضطره زواجه إلى الابتعاد عن البحر. مدح النقاد الواقعية المأسوية للمسرحية ونال أونيل جائزة بوليتزر عنها، وحصل على الجائزة نفسها ثلاث مرات أخرى عن مسرحياته آنا كريستي (1922) وفاصل غريب (1928)، ورحلة يوم طويل في الليل التي كتبها في الأربعينات ولكنها عرضت عام (1957). وحصل على اهتمام الجمهور المسرحي وإزدادت شهرته ومكانته في السنوات التالية التي كتب فيها عشرين مسرحية طويلة (1920- 1943)، وأصبحت أعماله من أكثر الأعمال الأدبية ترجمة وإخراجاً.

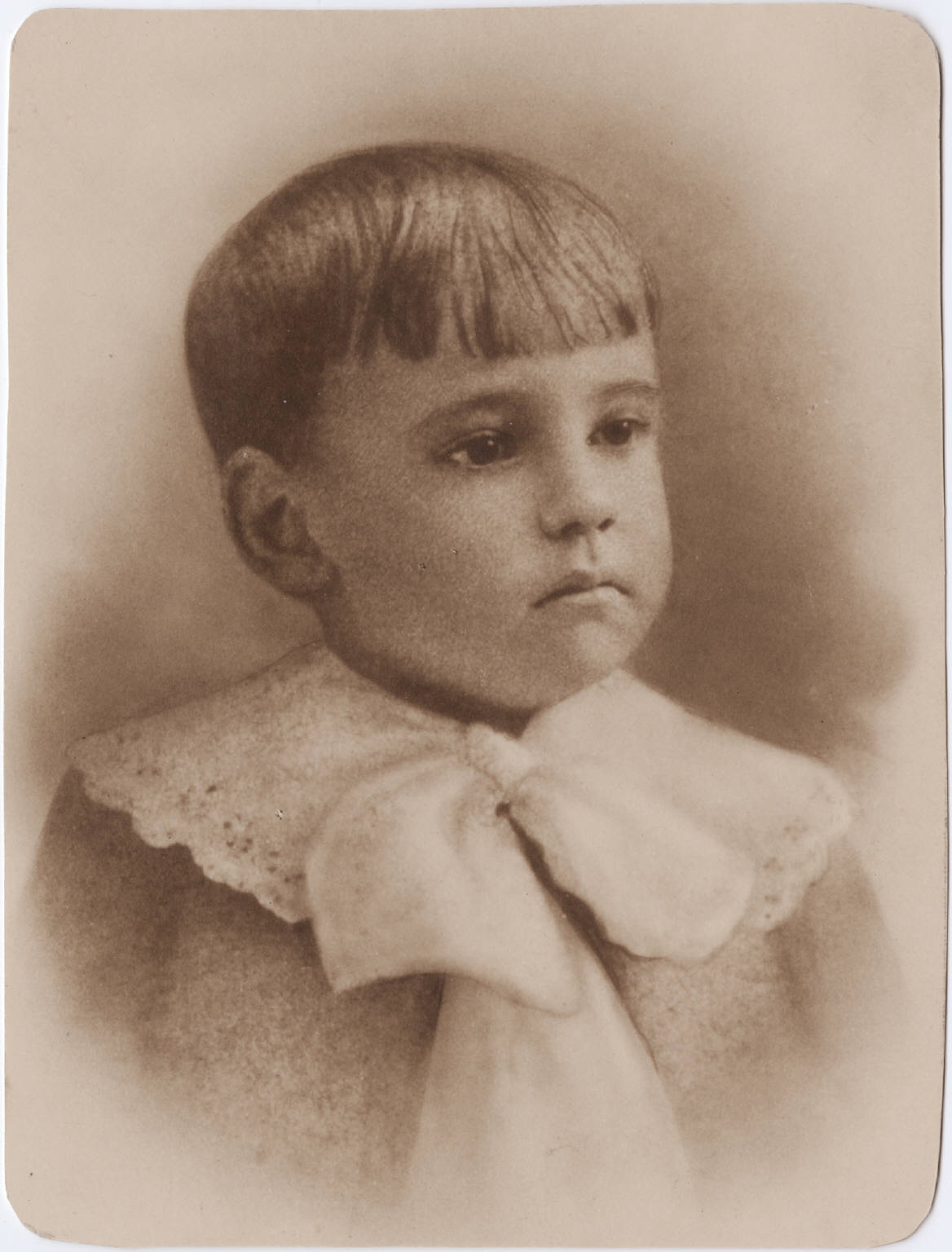
صورة لأونيل عندما كان طفلا، ألتقطت عام 1893

عرضت مسرحية الإمبراطور جونز (1921) أكثر من مئتي مرة وحولت إلى أوبرا في عام (1933)، بالإضافة إلى مسرحية القرد كثيف الشعر في عام (1922)، ومسرحية رغبة تحت شجرة الدردار في عام (1924)، ومسرحية الإله الكبير براون (1925).

## مؤلفاته

### مسرحيات
- مبحرون شرقا إلى كارديف
- رغبة تحت شجرة الدردار
- الإمبراطور جونز
- الذهب
- قبل الإفطار
- رحلة النهار الطويلة خلال الليل
- آه أيتها البراري
- وراء الأفق
- أنا كريستي (1922)
- فاصل غريب (1928)
- رحلة يوم طويل في الليل
- القرد الكثيف الشعر
- الحداد يليق بإلكترا
- عودة رجل الثلج (1939)
- الإله الكبير براون

## روابط خارجية
- أوجين أونيل على موقع IMDb (الإنجليزية)
- أوجين أونيل على موقع الموسوعة البريطانية (الإنجليزية)
- أوجين أونيل على موقع مونزينجر (الألمانية)
- أوجين أونيل على موقع ألو سيني (الفرنسية)
- أوجين أونيل على موقع ميوزك برينز (الإنجليزية)
- أوجين أونيل على موقع أول موفي (الإنجليزية)
- أوجين أونيل على موقع قاعدة بيانات برودواي على الإنترنت (الإنجليزية)
- أوجين أونيل على موقع قاعدة بيانات الأفلام السويدية (السويدية)
- أوجين أونيل على موقع إن إن دي بي (الإنجليزية)
- أوجين أونيل على موقع ديسكوغز (الإنجليزية)